# Josiah Middaugh
Josiah Middaugh (* 28. Juli 1980 in Michigan) ist ein Triathlet aus den Vereinigten Staaten. Er ist zweifacher ITU-Vize-Weltmeister Cross-Triathlon (2014, 2016) und Weltmeister Xterra Cross-Triathlon (2015).

## Werdegang
Josiah Middaugh wurde 2003 mit 22 Jahren Altersklassen-Weltmeister im Xterra-Cross-Triathlon (1 km Schwimmen, 29,5 km Mountainbike und 9,6 km Laufen).
Im Oktober 2004 wurde er nach einigen nationalen Titeln auch Dritter bei der Weltmeisterschaft im Cross-Triathlon.
Seit 2004 startet er im First Endurance Team.
2011 startete er im Triathlon auch auf der halben Ironman-Distanz (Ironman 70.3: 1,9 km Schwimmen, 90 km Radfahren und 21,1 km Laufen) und holte sich beim Ironman 70.3 Buffalo Springs den dritten Rang.
In diesem Jahr wurde er auch Nationaler Meister im Winter-Triathlon (5 km Laufen, 10 km Mountainbike und 8 km Langlauf).
Im Oktober 2014 wurde er auf Hawaii Vize-Weltmeister Xterra-Cross-Triathlon.

Auf Maui wurde er im November 2015 als erster US-Amerikaner seit 2000 (Michael Tobin) Xterra-Weltmeister.
Im November wurde er in Australien nach 2014 zum zweiten Mal ITU-Vize-Weltmeister Cross-Triathlon.

### Weltmeister Xterra Cross-Triathlon 2015
Im November 2015 wurde er auf Hawaii Xterra Weltmeister Cross-Triathlon. Im Februar 2017 wurde er in den USA Dritter bei der Weltmeisterschaft Schneeschuhlauf.
Bei der Xterra-Weltmeisterschaft belegte der 37-Jährige auf Hawaii im Oktober 2017 den 8. Rang.
Auch sein Sohn Sullivan Middaugh ist als Triathlet aktiv.

## Sportliche Erfolge
| Datum/Jahr    | Rang | Wettbewerb                   | Austragungsort | Zeit     | Bemerkung |
| ------------- | ---- | ---------------------------- | -------------- | -------- | --------- |
| 26. Juni 2011 | 3    | Ironman 70.3 Buffalo Springs | Lubbock        | 04:05:51 | [ 2 ]     |
| 17. Okt. 2004 |      | Ironman Hawaii               | Hawaii         | 11:09:00 |           |

| Datum/Jahr    | Rang | Wettbewerb                              | Austragungsort              | Zeit       | Bemerkung                                                                                        |
| ------------- | ---- | --------------------------------------- | --------------------------- | ---------- | ------------------------------------------------------------------------------------------------ |
| 16. Juli 2022 | 2    | Xterra USA National Championships       | Ogden (Utah)                | 02:22:11   | hinter seinem Sohn Sullivan                                                                      |
| 29. Okt. 2017 | 8    | Xterra World Championships              | Maui                        | 02:39:33   | Xterra-Weltmeisterschaft                                                                         |
| 16. Sep. 2017 | 2    | Xterra USA National Championships       | Ogden (Utah)                |            |                                                                                                  |
| 19. Nov. 2016 | 2    | ITU Cross Triathlon World Championships | Snowy Mountains             | 02:37:43   | zum zweiten Mal ITU-Vize-Weltmeister Cross-Triathlon                                             |
| 23. Okt. 2016 | 5    | Xterra World Championships              | Maui                        | 02:57:07   |                                                                                                  |
| 16. Juli 2016 | 1    | Xterra Beaver Creek                     | Avon                        |            |                                                                                                  |
| 1. Nov. 2015  | 1    | Xterra World Championships              | Maui                        | 02:35:32   | Weltmeister Cross-Triathlon                                                                      |
| 18. Juli 2015 | 1    | Xterra Beaver Creek                     | Avon                        |            |                                                                                                  |
| 26. Okt. 2014 | 2    | Xterra World Championships              | Maui                        |            | Vize-Weltmeister Cross-Triathlon                                                                 |
| 16. Aug. 2014 | 2    | ITU Cross Triathlon World Championships | Olbersdorf                  | 02:35:28   | ITU-Vize-Weltmeister Cross-Triathlon                                                             |
| 9. Aug. 2014  | 2    | Xterra Czech                            | Okres Prachatice            | 02:43:53,5 |                                                                                                  |
| 19. Juli 2014 | 1    | Xterra Beaver Creek                     | Avon                        |            |                                                                                                  |
| 27. Okt. 2013 | 4    | Xterra World Championships              | Maui                        | 02:37:44   | Weltmeisterschaft Cross-Triathlon                                                                |
| 2013          | 1    | Xterra Beaver Creek                     | Avon                        |            |                                                                                                  |
| 22. Sep. 2012 | 1    | Xterra USA National Championships       | Ogden (Utah)                |            |                                                                                                  |
| 24. Okt. 2011 | 4    | Xterra World Championships              | Maui                        | 02:29:14   | Weltmeisterschaft Cross-Triathlon (1 km Schwimmen, 29,5 km Mountainbike und 9,6 km Laufen)       |
| 24. Sep. 2011 | 3    | Xterra USA National Championships       | Ogden                       | 02:25:37   | [ 5 ]                                                                                            |
| 4. Sep. 2011  | 1    | Xterra Canada                           | Whistler (British Columbia) | 02:38:46   | erfolgreiche Titelverteidigung in Canada                                                         |
| 16. Juli 2011 | 1    | Xterra Beaver Creek                     | Avon                        |            |                                                                                                  |
| 22. Mai 2011  | 3    | Xterra Southeast Coast                  | Pelham (Alabama) (Alabama)  |            |                                                                                                  |
| 30. Apr. 2011 | 4    | ITU Cross Triathlon World Championships | Extremadura                 | 01:30:26   | ITU-Weltmeisterschaft Cross-Triathlon (1 km Schwimmen, 20 km Mountainbiken und 6 km Geländelauf) |
| 17. Apr. 2011 | 2    | Xterra Southcentral                     | Waco                        |            |                                                                                                  |
| 10. Apr. 2011 | 1    | Xterra West Coast                       | Las Vegas                   | 02:13:39   | Sieg beim Auftaktrennen der neuen Saison                                                         |
| 25. Sep. 2010 | 3    | Xterra USA National Championships       | Ogden (Utah)                |            |                                                                                                  |
| 5. Sep. 2010  | 1    | Xterra Canada                           | Whistler                    |            |                                                                                                  |
| 13. Juni 2010 | 2    | Xterra Southeast Coast                  | Pelham (Alabama)            |            |                                                                                                  |
| 25. Apr. 2010 | 2    | Xterra West Coast                       | Henderson (Nevada)          |            |                                                                                                  |
| 26. Sep. 2009 | 3    | Xterra USA National Championships       | Ogden (Utah)                |            |                                                                                                  |
| 20. Juni 2009 | 1    | Xterra Southcentral                     | Waco                        |            |                                                                                                  |
| 2. Mai 2009   | 2    | Xterra West Coast                       | Henderson (Nevada)          |            |                                                                                                  |
| 5. Okt. 2008  | 3    | Xterra USA National Championships       | Ogden (Utah)                | 02:35:12   |                                                                                                  |
| 2006          | 4    | Xterra World Championships              | Maui                        |            | Weltmeisterschaft Cross-Triathlon                                                                |
| 24. Okt. 2004 | 3    | Xterra World Championships              | Maui                        |            | Weltmeisterschaft Cross-Triathlon                                                                |
| 2004          | 1    | Xterra Canada                           | Kanada                      |            |                                                                                                  |
| 2004          | 1    | Xterra West Coast                       | Keystone                    |            |                                                                                                  |
| 26. Okt. 2003 | 6    | Xterra World Championships              | Maui                        | 02:39:47   | Altersklassen-Weltmeister Cross-Triathlon                                                        |
| 27. Okt. 2002 |      | Xterra World Championships              | Maui                        | 02:50:33   | Cross-Triathlon-Weltmeister in der Altersgruppe 20–24                                            |

| Datum/Jahr   | Rang | Wettbewerb                                  | Austragungsort         | Zeit     | Bemerkung                                         |
| ------------ | ---- | ------------------------------------------- | ---------------------- | -------- | ------------------------------------------------- |
| 2011         | 1    | USA Winter Triathlon National Championship  | Midway (Utah)          | 56:31    | 5 km Laufen, 10 km Mountainbike und 8 km Langlauf |
| 4. Feb. 2007 | 8    | Winter Triathlon Pan American Championships | Winter Park (Colorado) | 01:57:29 | Sieger der Altersgruppe 25–29                     |

| Datum/Jahr | Rang | Wettbewerb                   | Austragungsort | Zeit     | Bemerkung |
| ---------- | ---- | ---------------------------- | -------------- | -------- | --------- |
| Feb. 2017  | 3    | World Snowshoe Championships | Saranac Lake   | 29:41.38 |           |

(DNF – Did Not Finish)